# Guilty Pleasures (álbum de Quiet Riot)
Guilty Pleasures es el décimo álbum de estudio de la banda estadounidense Quiet Riot, publicado en 2001. Es el último álbum del grupo en el que participan los músicos Carlos Cavazo y Rudy Sarzo.

## Lista de canciones
Todas las canciones escritas por Kevin DuBrow, Carlos Cavazo, Rudy Sarzo y Frankie Banali.
1. "Vicious Circle" 5:28
2. "Feel the Pain" 5:00
3. "Rock the House" 4:46
4. "Shadow of Love" 4:18
5. "I Can't Make You Love Me" 5:20
6. "Feed the Machine" 4:04
7. "Guilty Pleasures" 4:09
8. "Blast from the Past" 3:38
9. "Let Me Be the One" 5:43
10. "Street Fighter" 3:22
11. "Fly Too High" 4:52

## Créditos

### Quiet Riot
- Kevin DuBrow – Vocalista
- Carlos Cavazo – Guitarras
- Rudy Sarzo – Bajo
- Frankie Banali – Batería